# Третья Рижская государственная гимназия
Рижская государственная гимназия № 3 (латыш. Rīgas Valsts 3. ģimnāzija; ранее — средняя школа № 3) — среднее учебное заведение города Риги. Расположена в Вецриге, по улице Кунгу между улицами Грециниеку и Марсталю. Адрес — ул. Грециниеку, 10.

## История
Открыта в январе 1919 года. Первоначально занимала помещения бывшей немецкой женской городской школы (улица Кришьяня Валдемара, 2). Преподавание велось на латышском языке.
27 марта 1942, во время немецкой оккупации, была расстреляна директор школы Эмма Витенберга-Лиеки.
В 1966 году школа переехала в новое здание. С 1969 года в течение 30 лет школу возглавлял Валдис Берзиньш.

## Известные выпускники
- Вия Артмане (1948)
- Лилита Берзиня (1920)
- Байба Индриксоне (1951)
- Дайрис Бертанс

## Известные преподаватели
Янис Страубергс (1919—1935).

## Интересные факты
- В 3-й средней школе проходили съёмки сцен школьной жизни для фильма «Часы капитана Энрико».